# Алонисос
Ало̀нисос (на гръцки: Αλόννησος) е остров в западната част на Бяло море, част от архипелага на Северните Споради.

## Географска характеристика

### Релеф, геоложки строеж
Релефът на Алонисос е преобладаващо планински. На север, северозапад и юг към морето се спускат стръмни, често недостъпни скалисти склонове с височина до 200 метра. По-полегати са югоизточните брегове, където са оформени дълбоки и къси долини с ориентация северозапад-югоизток, завършващи с малки крайбрежни равнини.
По-голямата част от острова е заета от варовици и флишови формации. На отделни места на югоизток се срещат неогенски варовици и остатъци от горномиоценски червени алувиални депозити. Кватернерните отложения са слабо разпространени, главно при устията на потоците.
От тектонска гледна точка Алонисос заедно с останалите острови от Северните Споради формира стръмната югозападната периферия на Спорадския басейн, част от Северноегейската дълбоководна бразда. Последната се простира от Сароския залив на североизток до континенталните склонове на полуостров Магнезия и има дълбочина 1000-1500 m.

### Административно деление, населени места, население
Територията на Алонисос попада в дем Алонисос, част от областна единица Споради. Седалището на демовата управа се намира в Патитири. Според преброяването от 2021 година островът има постоянно население от 3138 души, повечето от които обитават следните населени места:
| Селища      | Местно име         | Население |
| ----------- | ------------------ | --------- |
| А̀йос Петрос | Άγιος Πέτρος       | 22        |
| Во̀ци        | Βότση              | 473       |
| Исио̀мата    | Ισιώματα           | 49        |
| Йѐракас     | Γέρακας            | 62        |
| Калама̀кя    | Καλαμάκια          | 59        |
| Марпу̀нта    | Μαρπούντα          | 59        |
| Муртеро̀     | Μουρτερό           | 48        |
| Пальо̀ Хорио̀ | Παλαιό Χωριό, Χώρα | 208       |
| Патитѝри    | Πατητήρι           | 1628      |
| Стенѝ Ва̀ла  | Στενή Βάλα         | 104       |

През 1538 година пиратът Хайредин Барбароса опожарява Алонисос и отвежда жителите му в плен. Островът остава безлюден до края на XVI век, когато е постепенно заселен от най-старите известни днес фамилии – Цукана̀с, Юлѝс, Анахно̀сту, Ко̀нстас, Ефстатѝу и Маламатѐньос. По-късно се заселват цели семейства бегълци от Евбея, Епир и Македония. Към 1821 година населението на Алонисос наброява едва 300 души, а за стагнацията в увеличаването на островната популация помага ширещото се в северното Беломорие пиратство и несигурността покрай борбите за гръцка независимост.
Едва след 1852 година започва постоянно увеличаване на населението, като в периода 1852 – 1981 година Алонисос е сред островите с най-голям прираст – 404%, втори след Саламина със 775% пред третият Евбея (193%).
| Година | Население | Година | Население | Година | Население |
| ------ | --------- | ------ | --------- | ------ | --------- |
| 1821   | 300       | 1855   | 487       | 1921   | 1005      |
| 1848   | 312       | 1856   | 311       | 1940   | 1334      |
| 1849   | 315       | 1861   | 303       | 1951   | 1341      |
| 1850   | 312       | 1870   | 360       | 1961   | 1308      |
| 1851   | 315       | 1879   | 400       | 1971   | 1426      |
| 1852   | 317       | 1889   | 498       | 1981   | 1528      |
| 1853   | 488       | 1907   | 689       |        |           |
| 1854   | 483       | 1920   | 779       |        |           |

| Селище      | 1940 | 1951 | 1961 | 1971 | 1981 |
| ----------- | ---- | ---- | ---- | ---- | ---- |
| Исио̀мата    |      | 66   |      |      |      |
| Марпу̀нта    |      |      |      |      | 4    |
| Муртеро̀     | 114  | 24   |      |      |      |
| Пальо̀ Хорио̀ | 770  | 617  | 491  | 347  | 26   |
| Патитѝри    | 225  | 304  | 366  | 599  | 957  |
| Стенѝ Ва̀ла  |      |      |      | 116  | 86   |
| Во̀ци        | 225  | 240  | 451  | 364  | 455  |
| Йѐракас     |      | 90   |      |      |      |

## Име
Островът носи днешното си име от 1836 година, когато е официално именуван с декрет от гръцкия Секретариат на вътрешните работи (на гръцки: Γραμματεία των Εσωτερικών). Според някои съвременни автори именуването е прибързано, тъй като в старите текстове има неяснота за положението на Алонисос и то най-вероятно се е отнасяло за съседния остров Пелагос (Кира Панагия) или дори за по-далечния остров Агиос Ефстратиос.
В античността Алонисос е познат като Ико̀с (на гръцки: ΙΚΙΩΝ, Ἰκὸς), а името е идентифицирано с острова от археолога Йоргос Атанасиу по находка в работилница за амфори на Цукаля, плаж на северния бряг на Алонисос. 
В средновековието островът е познат под името Илиодромия и производните Хилиодромия и Лиадромия (на гръцки: Ηλιοδρόμια, Χιλιοδρόμια, Λιαδρόμια), както и с името Диадроми или само Дроми (на гръцки: Διάδρομοι, Δρόμοι). Тези имена се свързват със средищното положение на Алонисос по търговските маршрути между Тесалия и земите покрай Хелеспонта и Черно море.

## История

### Палеолит
През 1970 година археологът Димитрис Теохарис изследва района на Кокинокастро, където са видими части от крепостната стена на главния град на Икос. На малкото островче Микри Кокинокастро в слой от червени мергели с дебелина 2-2.5 m разположен върху конгломератна основа, Теохарис открива в два различими хоризонта човешки следи от средния Палеолит. Сред тях са кремъчни оръдия на труда заедно с фосилизирани животински останки от Пикермийска фауна - хипарион, газела, елен, говедо, носорог и други.

### Бронзова епоха
Икос е споменат заедно с Пепа̀ретос (днешният Скопелос) като колония на критяни, заселена от генерал Стафилос в героичната епоха. Той получава управлението на двата острова в дар от кносоския владетел Радамант.. Икос изглежда остава встрани от събитията покрай Троянската война, а името му не се споменава от Омир в Илиада – основният извор и свидетелство за гръцкия свят през бронзовата епоха. Според Антипатър от Сидон на острова живее и завършва дните си Пелей, бащата на Ахил.